# Баторове Косіги
Баторове Косіги (словац. Bátorove Kosihy) — село в окрузі Комарно Нітранського краю Словаччини. Площа села 3291 км². Станом на 31 грудня 2015 року в селі проживав 3341 житель.

## Історія
Перші згадки про село датуються 1156 роком.

## Населення
| Рік:            | 1994. | 2004.   | 2014.   | 2024.   |
| --------------- | ----- | ------- | ------- | ------- |
| Кількість осіб: | 3598  | 3493    | 3399    | 3291    |
| Різниця:        |       | -2,91 % | -2,69 % | -3,17 % |

| Рік:            | 2023. | 2024.   |
| --------------- | ----- | ------- |
| Кількість осіб: | 3294  | 3291    |
| Різниця:        |       | -0,09 % |